# カモメ (C&Kの曲)
「カモメ」は、C&Kの2枚目の配信シングル。

## 解説
- 初のアニメタイアップ。
- 配信シングルとしては、「ぼくのとなりにいてくれませんか？(Piano version)」以来、約2年8か月振りとなる。

## 収録曲
1. カモメ(動画)
NHK Eテレ『秘密結社鷹の爪EX』エンディングテーマ